# Air Liquide

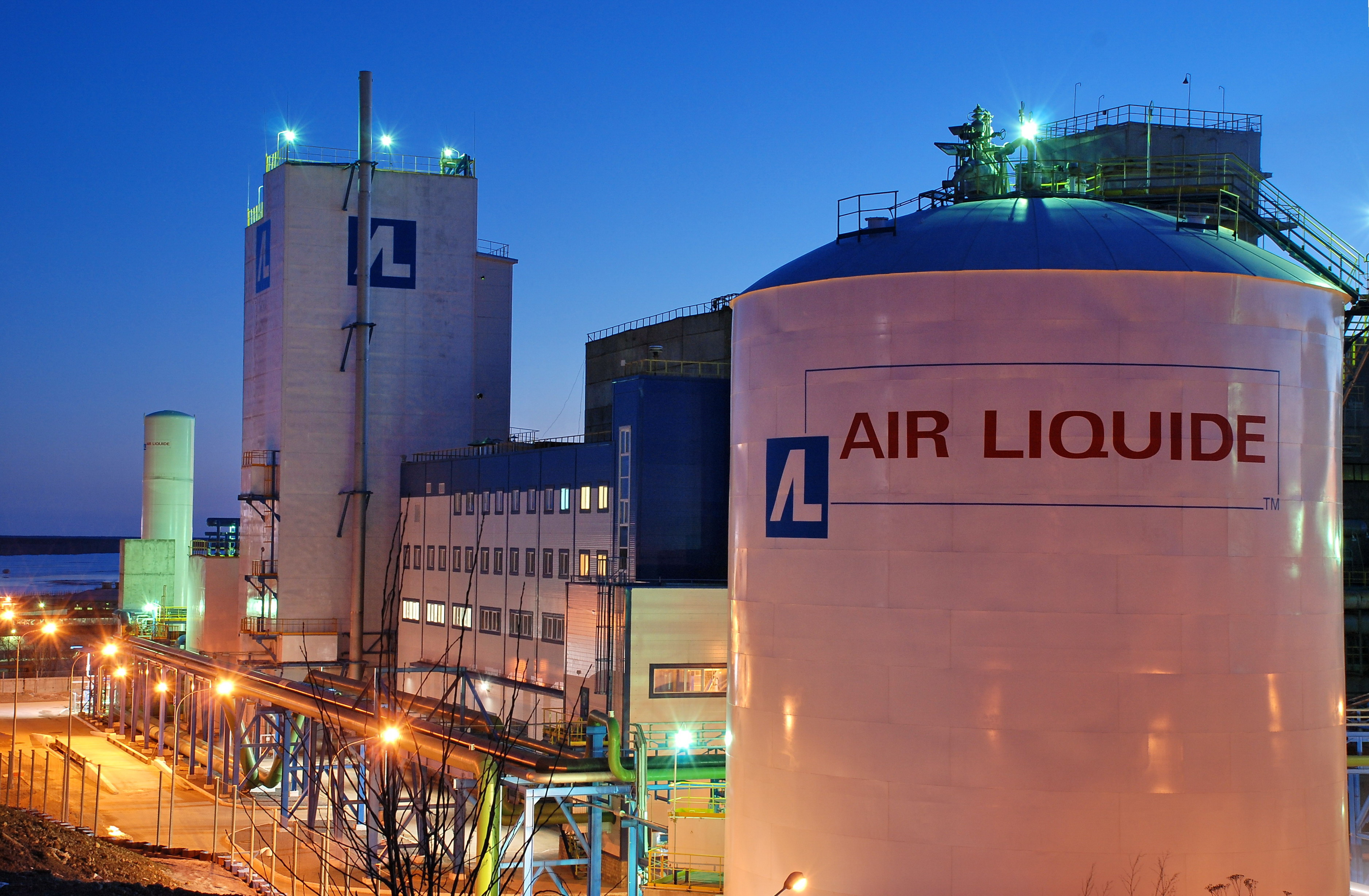
Air Liquide fabriek

Air Liquide is een Franse multinational. Het bedrijf is een leverancier van industrieel gas aan verschillende industriesectoren waaronder de medische en chemische sector en de elektronica. Het is wereldmarktleider in zijn gebied en levert in meer dan 75 landen. Het hoofdkantoor bevindt zich in het Parijse 7e arrondissement.
Het bedrijf werd opgericht in 1902 door Georges Claude en eerste gedelegeerd bestuurder Paul Delorme. Ze verkochten middels het bedrijf hun uitvinding om lucht vloeibaar te maken en zuurstof te produceren.
De groep is genoteerd op Euronext in Parijs en maakt deel uit van de CAC 40, Dow Jones Euro Stoxx 50 en Euronext 100 aandelenindices. De eerste beursintroductie op de beurs van Paris van Air Liquide vond reeds plaats in 1913.
In 2016 bereikten Liquide en zijn Amerikaanse branchegenoot Airgas overeenstemming over een overname. Air Liquide bood 12,6 miljard euro, en de twee vormen samen grootste leverancier van industriële gassen ter wereld gemeten naar de omzet. Air Liquide behaalde in 2015 een omzet van 15 miljard euro en Airgas van 5 miljard euro. Er werken circa 50.000 mensen bij de Franse onderneming en bij Airgas zo'n 17.000. Na toestemming van de toezichthouders werd in mei 2016 de transactie afgerond.
Air Liquide · Air Products · BASF · The Linde Group · Nippon Sanso
AB Inbev ·
ADP ·
Adyen ·
Ahold Delhaize ·
AIB ·
Air Liquide ·
Airbus ·
Aker BP ·
AkzoNobel ·
Alstom ·
ArcelorMittal ·
Argenx ·
ASMI ·
ASML ·
AXA ·
Bank of Ireland ·
BioMérieux ·
BNP Paribas ·
Bouygues ·
Bureau Veritas ·
Campari ·
Capgemini ·
Carrefour ·
Crédit Agricole ·
D'Ieteren ·
Danone ·
Dassault Systèmes ·
DNB ·
DSM-Firmenich ·
Edenred ·
EDP ·
Eiffage ·
Enel ·
ENGIE ·
Eni ·
Equinor ·
EssilorLuxottica ·
Eurofins Scientific ·
Ferrari ·
Galp Energia ·
GBL ·
Generali ·
Heineken ·
ING ·
Intesa Sanpaolo ·
INWIT ·
Ipsen ·
J. Martins ·
KBC ·
Kering ·
Kerry ·
Kingspan ·
KPN ·
Legrand ·
Mediobanca ·
Michelin ·
Moncler ·
Mowi ·
NN Group ·
Norsk Hydro ·
Orange ·
Pernod Ricard ·
Philips ·
Pluxee ·
Poste Italiane ·
Prosus ·
Prysmian ·
Publicis ·
Randstad ·
Recordati ·
Renault ·
Ryanair ·
Safran ·
Saint-Gobain ·
Sanofi ·
Schneider Electric ·
Shell ·
Smurfit Kappa ·
Snam ·
Société Générale ·
Sodexo ·
Solvay ·
Stellantis ·
STMicroelectronics ·
Syensqo ·
Telenor ·
Teleperformance ·
Tenaris ·
Terna ·
Thales ·
TotalEnergies ·
UCB ·
UMG ·
UniCredit ·
Veolia Environnement ·
VINCI ·
Vivendi ·
Wolters Kluwer ·
Worldline ·
Yara